# Капуцини (монашески орден)
 Тази статия е за католическия орден.  За рода маймуни вижте Капуцини.  
Орденът на капуцините (на лат. Ordo Fratrum Minorum Capucinorum) е католически монашески орден, клон на Францисканския орден. Първоначално така наричали подигравателно тези монаси заради островърхите шапки (известни като капюшони), които те носели. Самият орден е основан през 1525 г. в Урбино, Италия. Утвърден е през 1528 г. от папа Климент VII. Облеклото на капуцините се състояло от кафяво расо с пришит към него капюшон, пристегнато в кръста с връв, завършваща в края с възел (символ на ненакърнимостта на монашеския обет) и сандали, носени на бос крак.
От 1573 г. капуцините стават популярни първоначално във Франция, по-късно от 1592 г. – в Германия и Швейцария, от 1606 г. – в Испания. В края на 18 в. почти изчезват, но от началото на 20 в. отново набират популярност в католическите страни. Според данни за 2005 г. тяхната численост е била 18 309 монаси..
През 1209 година Свети Франциск от Асизи основал Ордена на Малките Братя Капуцини. Правилото на ордена, което е норма за живеене на много последователи на св. Франциск, а също така и на Малките Братя Капуцини, е одобрил папа Хонорат III, с була „Solet annuere“ през 1223 година. След смъртта на св. Франциск от Асизи (1226) неговите ученици по различен начин интерпретирали идеалите на основателя и по различен начин ги реализирали. С времето това станало причина за раздяла. Образували се двата клона: Малките Братя Конвентуалци, които използвали улеснения в спазването на Правилото и папски привилегии. Характиризирали се с външна пасторална дейност и научни тенденции. Вторият клон били Малките Братя Обсерванти, които събрали около себе си почитатели на стриктното спазване на Правилото, което е оставил св. Франциск от Асизи.
През 1443 година станали самостоятелни и можели да избират собствен генерален ръководител. През 1517 година папа Лъв X, с була „Omnipotens Deus“, официално е потвърдил независимостта и на двете реформи в ордена, основан от св. Франциск. След това са се появили нови реформаторски инициативи. Такъв реформиран францискански орден, който си поставил за цел да спазва вярно Правилото оставено от основателя, е Ордена на Малките Братя Капуцини. Преустройването имало място в началото на XVI век. Обновител на тази реформа е бил Матей Серафини от Башио (1495 – 1552), който през юбилейната 1525 година се е появил в Рим в расо с отличителна качулка, защото според него таа облечен е ходил св. Франциск.
Там получил от светия отец Клементе VII устно одобрение за покорен живот, свързан с практикуване на бедността, оповестяване на Евангелието и помагане на болните, а също така използването на отделно расо. Папското одобрение допускало независимост от провинциалната капитула на Обсервантите. Матей, заедно с двамата си родни братя – Лудвик и Рафаил, намерил подслон в княжество Камерино, където намерил подкрепа от местния епископ и княжеското семейство, а особено от Катерина Цибо и Вирджиния Колонна. По времето когато там имало заразна болест, Матей заедно със своите събратя се е посветил да служи на болните и това му донесло всеобща почит и уважение у местните хора. С подкрепата на княгиня Катерина Цибо получил одобрение да живее в новосъздадената общност от светия отец Клементе VII, най-напред потвърдено в апостолското бреве „Cum nobis nuper“, издадено на 8. III. 1526 г., а после потвърдено с булата „Religionis zelus“ на 3. VII. 1528 г. Булата освободила новата общност от зависимостта към Обсервантите и им разрешила да живеят според Правилото, което е оставил св. Франциск, а също така да приемат нови последователи на Серафимския Отец в своята общност.
През 1529 година братята от четири манастира се събрали в Албацина и избрали за ръководител на ордена о. Матей и приели първите статути. Младата монашеска общност от самото начало преживяла огромни трудности и кризи, от които е успяла да се възстанови с големи трудности. Присъствието на Капуцините по време на Тридентския Събор възстановило доброто име на ордена, а най-голям принос за това имал о. Бернард от Асти, един от най-забележимите теолози на епохата. Положителното мнение за Капуцините донесло отдавна очакваното решение за самостоятелност на Капуцините. Светия отец Павел IV с була „Pastoralis officii“ на 2. IV. 1560 година утвърдил Капуцините като орден на св. Франциск от Асизи. От там нататък започнала златната епоха на Капуцините. Те започнали да се разпространяват по света и да се умножават. В началото на XVII век във францисканските ордени изникнал спорът за така наричаното предимство. По-рано съществуващите клонове на францисканския орден отказвали автентичността на другите францисканки общности, които били основани по-късно. Във връзка с това папа Павел V се изказал в булата „Alias felicis recordationis“ на 23. I. 1619 г. (а през 1627 година папа Урбан VIII), приемайки Капуцините за истински Малки Братя и автентични синове на св. Франциск, а също така потвърдил тяхната самостоятелност. Развитието на Малките Братя Капуцини достига своя връх през XVIII век, когато Капуцините имали 64 провинции, 1730 манастира и 34029 монаси. Това значително увеличило значението на Капуцините сред другите ордени и за тях се разпространило добро мнение.
През 1743 година светия отец Бенедикт XIV им поверил за вечни времена апостолската проповедническа длъжност. По време на Първата световна война ордена загубил много от своите имоти и се намалил броят на монасите. Повече от 3000 монаси станали войници, 120 манастира са били заети от военните сили. Много са пострадали също и мисиите. Периодът между Първата и Втората световна война отново донесъл бързо развитие на Капуцините. През 1920 година орденът притежавал 805 манастира, а монасите били 9795, през 1940 година са имали вече 1086 манастира и 13772 монаси. Някои ограничения – в Германия (1930), свързани с националния социализъм, в Испания – с гражданската война (1936 – 1939), а също така и Втората световна война, която най-много навредила на славянските нации – имали голямо влияние върху развитието и пасторалната дейност в тези републики. Но след Втората световна война ордена, не само че е наваксал своите загуби, но също е успял да се пребори с проблемите си и да укрепи своята позиция спрямо другите ордени. През 1965 година ордена на Капуцините е имал, заедно с новициите, 15700 членове, 1261 манастира. По времето на Втория Ватикански Събор ордена възобновил своите конституции. В сегашно време ордена на Малките Братя Капуцини има 10833 монаси (822 постуланти, 509 новиции, 1725 монаси с временни обети, 9108 монаси с вечни обети, 8 постоянни дякони и 78 епископи), които като св. Франциск от Асизи служат на Католическата Църква в 96 държави.